# شارون دیویس
شارون دیویس (انگلیسی: Sharron Davies؛ زادهٔ ۱ نوامبر ۱۹۶۲) شناگر اهل بریتانیا بود. 
وی در مسابقات کشوری و بین‌المللی در مجموع برندهٔ ۲ مدال طلا، ۳ مدال نقره، ۴ مدال برنز شده‌است.